# Берлинский университет имени Гумбольдта
Берли́нский университе́т имени Гу́мбольдта (нем. Humboldt-Universität zu Berlin — Университет имени Гумбольдтов в Берлине, сокр. HU Berlin, лат. Alma Mater Berolinensis) — старейший из четырёх университетов Берлина. Основан 16 августа 1809 года по инициативе Вильгельма фон Гумбольдта. В 1828 году получил название Университет Фридриха Вильгельма в честь прусского короля Фридриха Вильгельма III, в царствование которого был учреждён; в 1949 году переименован в честь братьев Александра и Вильгельма Гумбольдтов.
Занятия в университете начались в 1810 году, на тот момент было зачислено 256 студентов. В 2008 году их было 34 612. В XIX веке университет был одним из крупнейших европейских научных центров.
Берлинский университет Гумбольдта входит в список ведущих высших учебных заведений Германии, составленный Федеральным правительством Германии.

## История

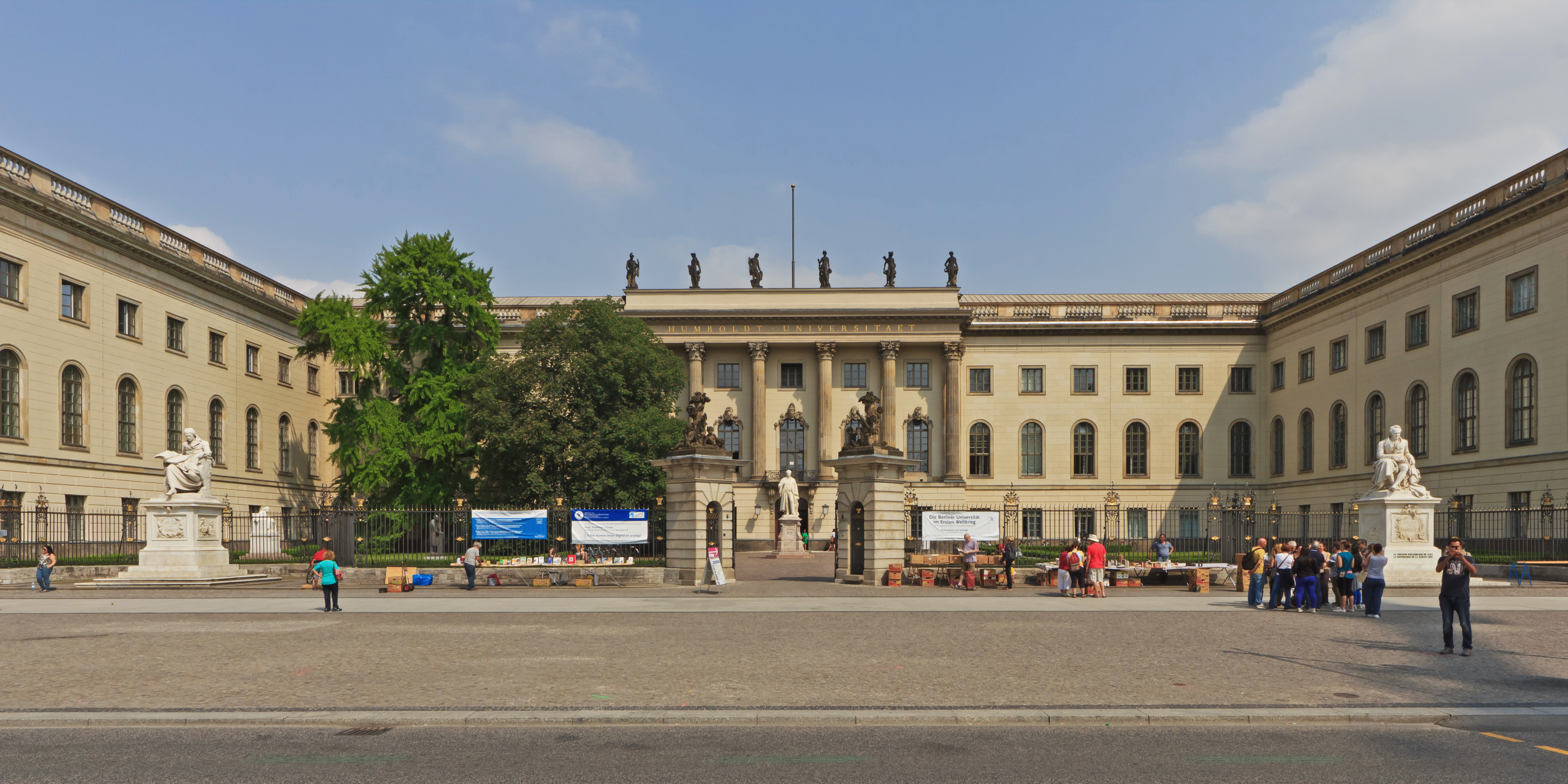
Дворец принца Генриха, главное здание Берлинского университета на Унтер-ден-Линден

Преподавание велось на юридическом, медицинском, философском и теологическом факультетах. Естественные науки были в то время частью факультета философии. Первым ректором стал Теодор Шмальц.
Инициатива по основанию университета исходила от известнейших учёных того времени, прежде всего от философа Иоганна Готлиба Фихте и теолога Фридриха Шлейермахера.
Под влиянием идей Шлейермахера дипломат и языковед Вильгельм фон Гумбольдт разработал концепцию университета. С февраля 1809 года Гумбольдт в течение года был начальником отдела образования в Министерстве внутренних дел. Его целью было введение новой системы образования. Основным постулатом его концепции была тесная связь обучения и исследовательской работы.
Первыми профессорами университета, разделяющими идеи Гумбольдта стали Август Бёк (филология), Альбрехт Тэер (сельское хозяйство), Фридрих Карл фон Савиньи (юриспруденция), Кристоф Вильгельм Хуфеланд (медицина) и Карл Риттер (география).
Университет получил в своё распоряжение пустовавший дворец принца Генриха, построенный в 1748—1766 годах. Многократно перестроенное с тех пор здание и сегодня является главным корпусом университета.
Несмотря на преобладание традиционных предметов: археологии, филологии, истории, медицины и теологии, в университете развивались и многочисленные новые научные направления в области естественных наук. Этим они были обязаны, прежде всего, Александру фон Гумбольдту, брату основателя университета. Во второй половине XIX века началось создание современных исследовательских и учебных учреждений. Такие известные исследователи как: химик Август Вильгельм фон Гофман, физики Герман фон Гельмгольц, Густав Кирхгоф, математики Эрнст Эдуард Куммер, Леопольд Кронекер, Карл Вейерштрасс; врачи Иоганн Петер Мюллер, Альбрехт фон Грефе, Рудольф Вирхов и Роберт Кох способствовали научной славе университета далеко за пределами Германии.
В городе возникали и другие относящиеся к университету учреждения.
В 1810 году появилась медико-хирургическая университетская клиника, затем в 1816 году роддом, ставший в 1882 году первой женской клиникой. 
Для принадлежащих с 1810 года университету природно-исторических собраний в 1889 году было выделено отдельное здание, сегодня — Музей Естествознания. Основанная в 1790 году ветеринарная школа стала основой факультета ветеринарной медицины, а основанная в 1881 году Высшая сельскохозяйственная школа — факультетом сельского хозяйства.

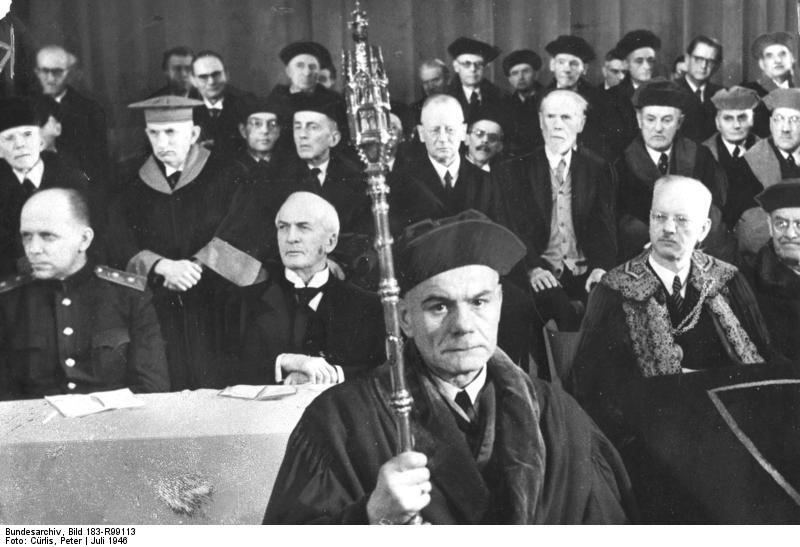
Открытие Берлинского университета после войны. 29 января 1946 года.

Времена национал-социализма начались в Берлинском университете с диффамации учёных и студентов еврейского происхождения. Лекции профессоров-евреев бойкотировались, к слушателям применяли физическое насилие. Преследовались и неугодные режиму профессора. Участие сотрудников и учащихся университета в сожжении книг 10 мая 1933 года стало позором для университета. В последующие годы национал-социалистами была уволена треть сотрудников, многие учёные и студенты навсегда распрощались с университетом, бывшим когда-то центром гуманистической мысли.
В январе 1946 года университет вновь открылся. Занятия велись только на семи факультетах в частично разрушенных войной зданиях, затем открылись экономический и педагогический факультеты. В 1948 году в Западном Берлине возник Свободный университет Берлина, в котором учились студенты Берлинского университета, недовольные коммунистическим режимом.
В 1949 году Берлинский университет стал носить имя Берлинский университет имени Гумбольдта. В этом самом большом университете ГДР обучалось до 1990 года почти 150 тысяч студентов. В нём преподавали всемирно известные учёные.
После объединения Германии в Берлине существовало 4 университета. Была проведена реформа и переориентация университета.
С 1994 года в университете существует одиннадцать факультетов и несколько междисциплинарных центров и институтов. Обучение в университете стало престижным, так, например, в зимнем семестре количество абитуриентов составило 25 750 человек на 3455 учебных мест. Учебные корпуса находятся в центре Берлина, в Адлерсгофе и в северной части Берлина. 14 % студентов составляют иностранные студенты из более чем 100 стран.
С 2006 года университет начал приём заявок на обучение через Интернет.
Университет поддерживает партнёрские отношения с более чем 170 научными заведениями по всему миру.

## Факультеты
- факультет юриспруденции;

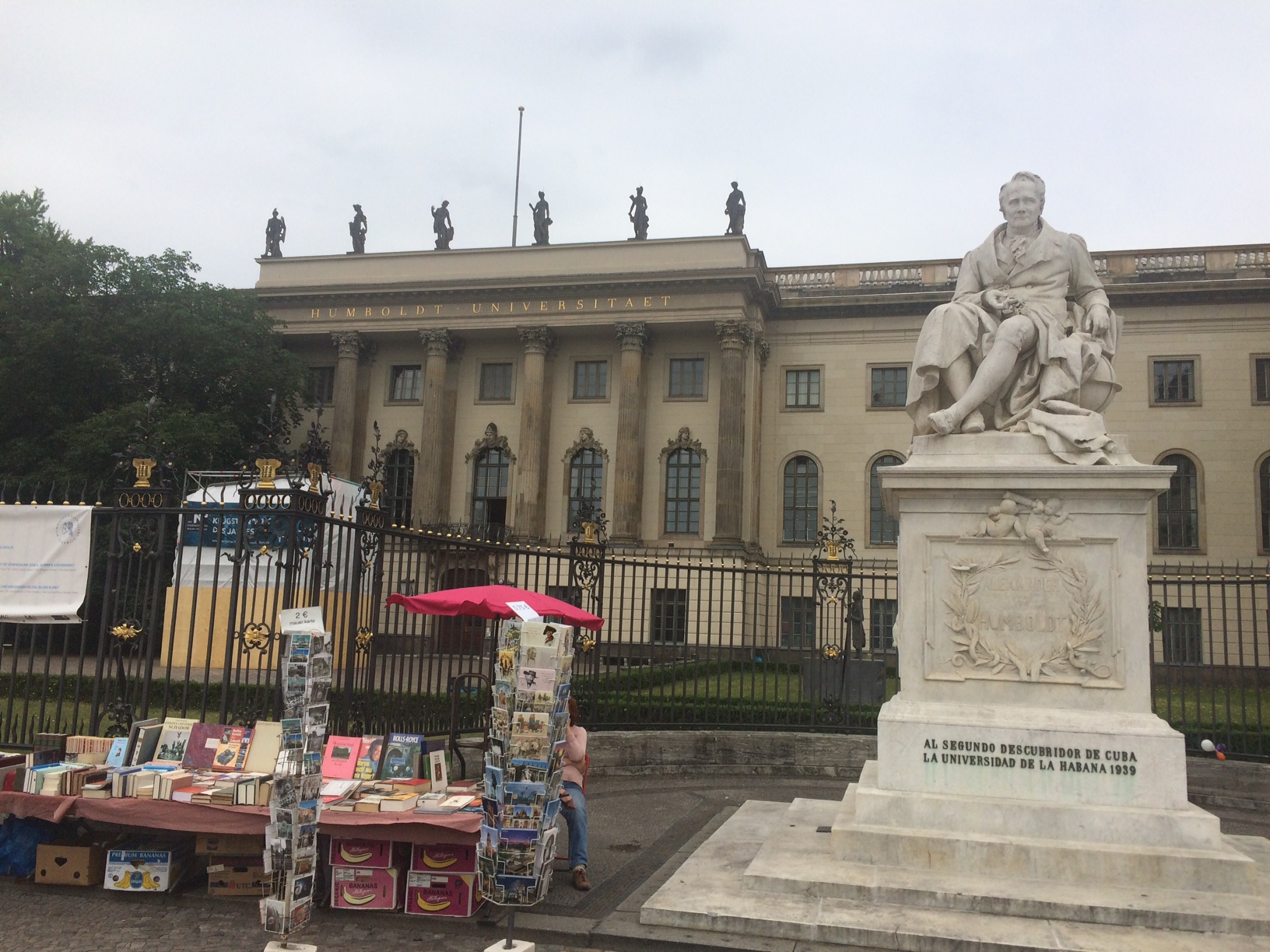
Статуя Александра Гумбольдта перед главным зданием университета на Унтер-ден-Линден, 2016

- факультет сельского хозяйства и садоводства;
- факультет математики и естественных наук (математика, информатика, физика, химия, география);
- факультет наук о жизни (сельскохозяйственные и садоводческие науки, биология, психология);
- Шарите — медицинский факультет университета в Берлине (совместный факультет медицины Гумбольдтовского и Свободного университетов);
- I факультет философии (философия, история, библиотековедение, информатика, европейская этнология);
- II факультет философии (кафедра немецкой литературы, кафедры немецкого языка и лингвистики, англистики, американистики, романистики, славистики, классической филологии, институт Северной Европы);
- III факультет философии (общественные науки, науки о Азии и Африке, культуроведение, искусствоведение);
- IV факультет философии (педагогика, реабилитация, спортивные науки, качество обучения в системе образования);
- факультет религиоведения;
- факультет экономических наук.

## Центральные институты
- Музей естествознания
- Центр Великобритании

## Междисциплинарные центры
- Центр технологий культуры имени Германа Гельмгольца;
- Центр биофизики и биоинформатики;
- Центр прикладной статистики и экономики;
- Центр культуры античного мира имени Августа Бёкля;
- Центр инфекционной биологии и иммунитета;
- Центр исследования метрополий имени Георга Зиммеля;
- Центр изучения значимости языков;
- Центр трансдисциплинарных гендерных исследований.

## Прочие учреждения
- Языковой центр;
- Университетская библиотека;
- Мультимедийный центр;
- Спортивный центр.

## Собрания университета
Научные собрания университета с более 35 миллионами экспонатов относятся к самым значимым на территории немецкоговорящих государств. Их создание относится к 1700 году, году основания Прусской Академии наук. После 1810 года часть этих и других научных собраний была передана университету.
Самым крупным из свыше 100 собраний является собрание по естествознанию в 30 миллионов экспонатов, находящееся в основанном в 1889 году музее естествознания. Здесь находится самый большой собранный скелет брахиозавра в мире (высотой 13,27 м), самое лучшее по своему состоянию ископаемое древней птицы археоптерикс, минералогическая и петрографическая коллекция с самым большим собранием метеоритов Германии. В энтомологической коллекции находятся более 15 миллионов препарированных животных.

## Знаменитые люди университета
В историю Гумбольдтского университета вписано много известных учёных. В 1901 году, год присуждения первой Нобелевской премии, одна из вожделенных премий отправилась в Берлинский университет нидерландскому химику Якобу Хендрику Вант-Гоффу. Годом позже Нобелевской премией по литературе был отмечен Теодор Моммзен, профессор истории древнего мира. Нобелевскую премию по физике получали многие учёные, чья научная деятельность была связана с университетом. Среди 29 лауреатов были Альберт Эйнштейн и Макс Планк. За достижения в химии премию получили Эмиль Фишер, Вальтер Нернст и Отто Ган, в медицине Роберт Кох и Отто Генрих Варбург.
Но не только нобелевские лауреаты прославляли и прославляют Берлинский университет.
Это и Генрих Гейне, Адельберт фон Шамиссо, Людвиг Фейербах, Отто фон Бисмарк, Карл Маркс, Франц Меринг, Вильгельм Либкнехт и Карл Либкнехт, Альфред Вегенер, Алиса Саломон и Курт Тухольский, Хельмут Крац. Первый синтез амфетамина был проведён в стенах университета в 1887 году химиком Лазэром Еделяну.

## В нумизматике

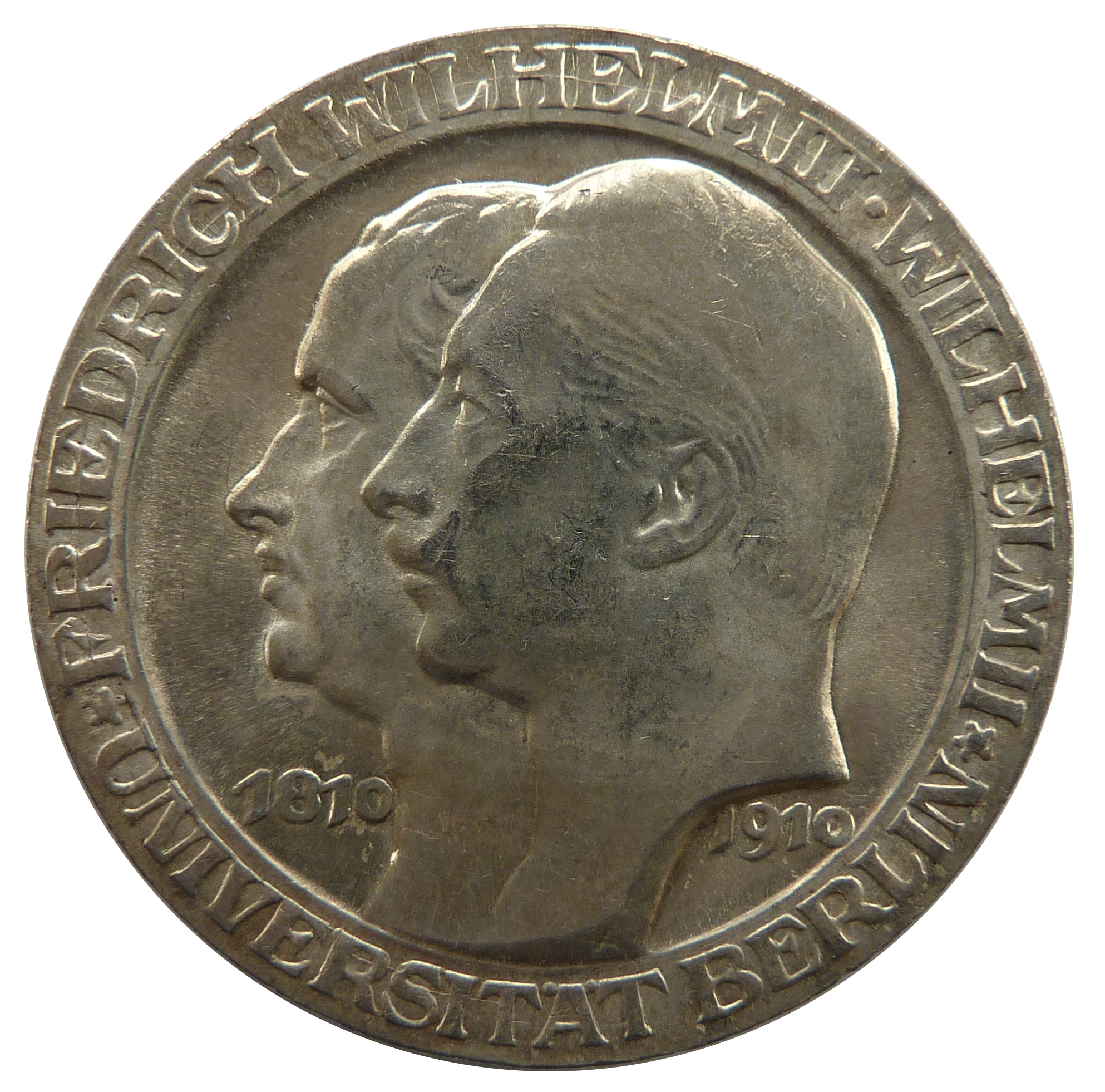
3 марки 1910 года посвящённые 100-летию университета

В честь 100-летия со дня начала работы университета в 1910 году была выпущена юбилейная монета номиналом 3 марки тиражом 200 тысяч экземпляров.

## Ректоры
Ректорами университета были:
- Савиньи, Фридрих Карл фон
- Фихте, Иоганн Готлиб
- Гегель, Георг Фридрих Вильгельм
- Шлейермахер, Фридрих
- Вейерштрасс, Карл
- Моммзен, Теодор
- Вирхов, Рудольф
- Планк, Макс
- Кронфельд, Артур

и многие другие выдающиеся учёные и деятели культуры.

## Знаменитые профессора и студенты
- Адикес, Эрих
- Амелунг, Вальтер (проделал для института огромную работу в Ватикане и Риме).
- Ассман, Рихард
- Базаров, Владимир Александрович
- Ботмер, Дитрих фон — американский археолог и историк искусства немецкого происхождения.
- Брассье де Сен-Симон-Валлад, Мария Иосиф Антон — прусский дипломат сыгравший важнейшую роль в прекращении Русско-турецкой войны 1828—1829 годов
- Бергманн, Эрнст фон
- Беренд, Густав — немецкий медик
- Браун, Вернер фон — конструктор первой в мире баллистической ракеты «Фау-2»
- Бресслау, Гарри — нем. историк
- Вильденов, Карл Людвиг
- Винтер, Эдуард — историк
- Гартунг, Фриц
- Гейне, Генрих
- Геннинг, Иван Яковлевич
- Герц, Генрих Рудольф — немецкий физик
- Гирш, Август — доктор медицины, выпускник, затем профессор университета.
- Глюк, Фемистокл — немецкий хирург, профессор;
- Гнейст, Рудольф Герман Фридрих
- Гойер, Генрих Фердинандович — гистолог.
- Гутник, Пауль
- Дамрош, Леопольд
- Дедекинд, Юлиус Вильгельм Рихард
- Джафароглу, Ахмед
- Жиряев, Александр Степанович
- Зееберг, Рейнгольд
- Зейгарник, Блюма Вульфовна
- Квинке, Генрих Иренеус
- Кирхгоф, Густав
- Клайзен, Людвиг — химик-органик
- Клаус, Георг
- Кон, Герман Людвиг
- Краузе, Фёдор — немецкий хирург, один из основоположников нейрохирургии
- Ландау, Эдмунд Георг Герман
- Левин, Георг Рихард
- Левин, Курт
- Маркс, Карл
- Мархвица, Ханс — писатель
- Мендельсон, Феликс
- Миллер, Лукиан Адамович (1836—1898) — немецкий классический филолог, грамматик
- Мюлленгоф, Карл Виктор (1818—1884) — профессор немецкой филологии
- Нонне, Макс (1861—1959) — немецкий врач-невролог, профессор
- Прейсс, Гуго
- Пухта, Георг Фридрих — юрист
- Ранке, Леопольд фон
- Риман, Бернхард
- Ринг, Макс — медик и журналист
- Розенберг, Артур
- Розенталь, Франц
- Сенатор, Герман
- Тренделенбург, Адольф — философ
- Тэер, Альбрехт Даниэль
- Френкель, Бернгард — немецкий оториноларинголог.
- Фриденталь, Рудольф — прусский политический и государственный деятель
- Фробениус, Фердинанд Георг
- Цандер, Генрих Давид Фридрих — немецкий орнитолог.
- Ширмахер, Фридрих Вильгельм — немецкий историк
- Эркес, Август Эдуард
- Якоби, Карл Густав Якоб